# Смарида смугаста
Смарида смугаста (Spicara maena) — риба родини центракантові (Centracanthidae), ряду окунеподібних. Промислова пелагічно-неритична риба, що сягає довжини 25 см. Живе на глибині 30-130 м.

## Ареал
Поширена у східній частині Атлантичного океану біля берегів Португалії, Марокко і Канарських островів, Середземне і Чорне моря включно.